# Brzeźnica (Silésie)
Pour les articles homonymes, voir Brzeźnica.
Brzeźnica (prononciation : [bʐɛʑˈnit͡sa]) est une localité polonaise de la gmina de Rudnik, située dans le powiat de Racibórz en voïvodie de Silésie.